# جووانا تریلینی
جیوانا تریلینی Giovanna Trillini شمشیرباز اهل ایتالیا است. وی در بین سال‌های ‎۱۹۹۲ تا ۲۰۰۸ میلادی در مسابقات بازی‌های المپیک تابستانی در مجموع ۸ مدال، شامل ۴ مدال طلا، ۱ نقره و ۳ برنز را کسب کرد.